# Голоче
Голо́че — ландшафтний заказник місцевого значення в Україні. Розташований на території Голованівського району Кіровоградської області, на захід від смт Голованівськ.
Площа — 3717 га. Статус отриманий 2009 року. Перебуває у віданні ДП «Голованівський лісгосп» (Голочанське лісництво, кв. 1—55, кв. 56, вид. 1—4). 
Статус присвоєно для збереження лісового масиву з переважно дубовими насадженнями.